# Perfektní skóre
Perfektní skóre (v anglickém originále The Perfect Score) je americká filmová komedie z roku 2004. Režisérem filmu je Brian Robbins. Hlavní role ve filmu ztvárnili Erika Christensen, Chris Evans, Bryan Greenberg, Scarlett Johansson a Darius Miles.

## Obsazení
| Erika Christensen  | Anna Ross        |
| Chris Evans        | Kyle             |
| Bryan Greenberg    | Matty Matthews   |
| Scarlett Johansson | Francesca Curtis |
| Darius Miles       | Desmond Rhodes   |
| Leonardo Nam       | Roy              |
| Tyra Ferrell       | Desmondova matka |
| Matthew Lillard    | Larry            |